# Abraham Shipman
Abraham Shipman fue un gobernador de Bombay durante el Raj Británico. Asumió el cargo el 19 de marzo de 1662 y lo dejó en octubre de 1664. El 19 de marzo de 1662 Shipman fue nombrado como el primer gobernador y general de la ciudad, y su flota llegó a Bombay durante el otoño de 1662. Cuando solicitó al gobernador portugués la entrega de Bombay y Salsette a los ingleses, el mandatario luso negoció que sólo se cediera la isla de Bombay. Sin embargo más tarde, alegando algún tipo de irregularidad formal en los documentos, se negó también a entregar Bombay. 
El virrey portugués no intervino y Shipman no pudo desembarcar en Bombay, muriendo en la Isla de Anjediva en Uttara Kannada en octubre de 1664. 